# Ґарет Ґаррет
Ґарет Ґаррет (англ. Garet Garrett; 19 лютого 1878, Пана (Іллінойс) – 6 листопада 1954, Такего Нью-Джерсі), ім’я при народженні – Едвард Пітер Ґаррет (англ. Edward Peter Garrett) – американський журналіст та письменник, відомий своєю опозицією до Нового курсу і участі США у Другій світовій війні. 

## Життєпис
Едвард Пітер Ґаррет народився 19 лютого 1878 року в місті Пана, в центральному Іллінойсі в родині Чарльза та Мері Ґарретів. Він був другим з шести дітей. Десь в 1885 році родина Ґарреттів переїхала до Берлінгтона (Айова), де орендувала ферму. Формальну освіту він закінчив в третьому класі, а після цього, за словами самого письменника, він просто читав книжки, що було розповсюджено в ті часи. Сьогодні таку освіту назвали б навчанням на дому. 
Першою роботою Ґаррета в журналістиці була робота помічника друкаря в берлінгтонській газеті Post. Згодом Ґаррет переїжджає до Клівленда (Огайо), де працює в газеті Cleveland Recorder, а пізніше – в газеті Cleveland Press. У віці 20 років Ґаррет переїжджає до Вашингтону, де працює нічним редактором в газеті Washington Times. Саме у Вашингтоні він вирішує змінити своє ім’я на Ґарет. 17 січня 1900 року він одружився із Бессі Гамільтон. Через п’ять місяців Ґарет переїжджає до Нью-Йорку. З 1900 року Ґарет стає журналістом, що пише на фінансову тематику. В 1903 він був фінансовим репортером в газеті New York Sun, в 1906 – в газеті New York Times, в 1907 – у виданні Wall Street Journal, в 1909 – в газеті New York Evening Post.
В 1905 році він розлучився із своєю дружиною Бессі. В 1908 році він одружився із працівницею газети Ідою Ірвін.
У 1913 році Ґаррет став головним редактором щотижневика New York Times Annalist. Пізніше він повертається до роботи в New York Times. Як відомий представник фінансової преси, він зустрічався, листувався і, навіть приятелював з деякими ключовими представниками еліти того періоду, включаючи фінансиста Бернарда Баруха, винахідника та бізнесмена Томаса Едісона, бізнесмена Генрі Форда, президента США Герберта Гувера, бізнесмена та політика Альфа Лендона, журналістку та письменницю Роуз Вайлдер Лейн та медіамагната та видавника New York Times Адольфа Окса. До вступу США в Першу світову війну він відвідав Німеччину, щоб взяти інтерв'ю у керівника військового виробництва цієї країни, Вальтера Ратенау, а пізніше повернувся, щоб оцінити фінансові та грошові проблеми Веймарської Республіки.
Під час Першої світової війни його відправили до Німеччини, щоб висвітлити вплив війни на німців. Після цього він звільнився через незадоволеність тим, як газета висвітлювала війну. Пізніше він перейшов  працювати до газети New York Tribune. В 1919 році звільнився з New York Tribune. З 1922 по 1942 рік працював редактором та журналістом у газеті Saturday Evening Post (SEP). Саме робота в SEP зробила його відомим. В 1929 році він розлучився із Ідою Ірвін. Він також писав для видань Collier's, Everybody's Magazine та The New Republic. Його теми зазвичай стосувалися фінансових питань. Ґаррет був на вершині своєї слави і став одним із найбільш авторитетних фінансових письменників в країні.
Зі зміною редакційної політики в SEP у 1942 році Ґаррет покинув газету. Він поклався на свої столярські навички та навички механіка, які отримав на фермі, щоб отримати роботу на місцевій верфі, де він будував військові вантажні човни аж до похилого віку та через стан здоров'я був змушений повернутись на свою ферму на південному заході Нью-Джерсі.  Ґаррет продовжував оновлювати і поліпшувати своє есе «Революція відбулася», в якому він ганив Новий курс. Есе стало великим хітом у 1944 році. Леонард Рід особисто придбав тисячі примірників для розповсюдження перед президентськими виборами.
В 1944 році Ґаррет заснував журнал American Affairs. Журнал фінансувався Національною промисловою конференційною радою. Значну частину журнальних матеріалів він писав сам, а також залучив до співпраці авторів, починаючи від кінопродюсера Сесіла Б. Де Міля до Людвіга фон Мізеса і Фрідріха Гаєка, а також суддю Верховного суду США Роберта Джексона. В цілому він критично ставився до міжнародних торговельних та валютних угод, що виникли в результаті конференції у Бреттон-Вудсі в 1944 році. В 1947 році Ґаррет одружився з Дороті Вільямс Гуле. 
Коли видання American Affairs припинило своє існування у 1950 році, Ґаррет отримав стипендію від Фонду Вільяма Волкера, який також підтримував таких авторів, як Гаєк та Мізес. У свої останні роки Ґаррет опублікував ще кілька книг, включаючи біографію Форда 1952 року під назвою «Дике Колесо», і перевидав своє відоме есе «Революція відбулася» в 1953 році як вступ до книги «Народна каша», найпопулярнішої документальної книги Ґаррета.
Він переніс інсульт у 1954 році і помер 6 листопада. Його поховали в Такего, Нью-Джерсі.

## Праці Ґаррета
- «Де ростуть гроші» (англ. Where the Money Grows)  (1911)
- «Голуба рана» (англ. The Blue Wound) (1921)
- «Водій» (англ. The Driver) (1922)
- «Диявольський бушель» (англ. Satan's Bushel) (1923)
- «Шлакова вагонетка» (англ. The Cinder Buggy) (1923)
- «Уроборос, або Механічне розширення людства» (англ. Ouroboros or the Mechanical Extension of Mankind) (1926)
- «Урочиста промова» (англ. Harangue) (1927)
- «Американське передвістя» (англ. The American Omen) (1928)
- «Бульбашка, що зламала світ» (англ. A Bubble That Broke the World) (1932)
- «Революція відбулася» (англ. The Revolution Was) (1944)
- «Час народжується» (англ. A Time is Born) (1944)
- «Екс Америка» (англ. Ex America) (1951)
- «Дике колесо» (англ. The Wild Wheel) (1952)
- «Розквіт Імперії» (англ. Rise of Empire) (1952)
- «Народна каша» (англ. The People's Pottage) (1953)
- «Американська історія» (англ. The American Story) (1955) – остання книга автора, опублікована вже після його смерті.

## Політичні погляди

### Критика Нового курсу
У своєму есе «Революція відбулася» Ґаррет стверджує, що метою Нового курсу є захват влади, а його запровадження – це покрокова реалізація революції, тобто захвату влади. Він писав: «Новий курс продовжував рухатись від одної проблеми до іншої, в належному порядку згідно з революційною технікою.» Тезу про те, що єдиною метою Нового курсу є захват влади, автор підкріплює аргументом, що в результаті цієї програми обсяг виконавчої влади над економічним та соціальним життям людей значно збільшився.
В есе автор описує революційні кроки Нового курсу та їхні наслідки. Так, першим кроком Нового курсу було захоплення урядування. Ґаррет вказує на те, що таке захоплення відбулося не насильницьким шляхом, а демократичним – через вибори. Однак, Ґаррет звертає увагу, що в президентській кампанії Рузвельта 1932 року, Новий курс не був очевидною та чіткою програмою, а скоріше, він був ніби захований в економічній програмі та в питанні прав штатів. Ґаррет стверджує, що, обираючи Рузвельта в 1932 році, люди голосували за: зменшення, а не збільшення урядових функцій; за припинення дефіцитних витрат, а не збільшення дефіцитних витрат; за міцні гроші, а не те, що стало вважатись міцними грошима в інтерпретації Нового курсу. Автор наводить твердження Рузвельта, в яких той критикував адміністрацію Гувера за те, що вона була найбільшим марнотратником в мирний час. Далі Ґаррет вказує на те, що вже після обрання президентом США Рузвельт зробив прямо протилежні кроки тому, що він декларував в своїй виборчій кампанії: він збільшив кількість урядових органів та функцій, він збільшив трати федерального бюджету та запровадив регулювання національної валюти. Так, підсумовує Ґаррет, було вирішено першу проблему, що постала перед революцією, а саме – було захоплено уряд.
Другим кроком Нового курсу стало захоплення економічної влади. Ґаррет стверджує, що найкоротшим та найпевшнішим способом захопити економічну влади у високорозвиненій економіці є захоплення влади над такими сферами, як грошовий обіг, банківська справа та кредитування. Далі Ґаррет вказує на те, що Рузвельт видав виконавчий наказ, яким призупиняв банківську діяльність на всій території країни, а також забороняв обмін валют та переведення грошей за кордон. В подальшому цей крок був підтриманий Конгресом США, і, таким чином, легалізований. Наступним кроком був президентський наказ, відповідно до якого фізичні особи та корпорації зобов’язані позбавитись золота та передати його уряду США. Ґаррет пояснює причини такого заходу: «З великою кількістю золота у приватних руках перед його [уряду] контролем над грошима, банківською системою та кредитуванням поставав би серйозний виклик». Відповідно до Ґаррета, спочатку виглядало так, ніби населення здавало уряду золото в траст, а натомість отримувало паперові гроші. Вважалось ніби населення, віддаючи золото, робить цей тимчасовий крок, щоб підтримати довіру (кредит) до держави. Однак, як стверджує Ґаррет, ці паперові гроші все одно оцінювались за золотим стандартом. Ґаррет наголошує, що на той момент ще не йшла мова про відмову від золотого стандарту. 
Наступним заходом в межах завдання по захопленню економічної влади стало прийняття закону, який уповноважував президента США розпорядитися трьома мільярдами доларів на власний розсуд, а також давав повноваження девальвувати долар США. Потім Конгрес США скасував обов’язок держави повернути золото, який був прописаний в державних облігаціях, а також прийняв правило, відповідно до якого державні зобов’язання можуть бути сплачені в будь-якій грошовій формі, яку уряд вважатиме за потрібне. Крім того, Конгрес США прийняв новий банківський закон, який давав федеральному уряду повноваження визначати, як приватні банки повинні позичати гроші, під яке забезпечення та в яких пропорціях, та дискреційне повноваження перекривати доступ до кредитування федеральними резервними банками. 
Найбільш неявним кроком, за словами Ґаррета, було створення монетарного хаосу. Автор пише, що уряд скуповував золото, що видобувалось в США, за цінами, встановленими самим урядом. При цьому правила встановлення ціни на золото були незрозумілими. Наслідком цього стала девальвація долара США. Автор пише, що з точки зору монетарної політики, в такій скупці не було сенсу, однак, в ній був революційний сенс. Ґаррет стверджує, що одним з наслідків такої політики було те, що майже припинилось приватне позичання та кредитування. Він задає риторичне питання: « Враховуючи те, що ціна долара кожен день повідомляється Міністерством Фінансів, що схоже на номер лотерейного квитку, хто став би позичати гроші на півріччя чи рік, не маючи навіть можливості передбачити, скільки буде коштувати долар, коли відбудеться повернення позики?» Однак, Новий курс передбачав наявність федеральних органів, які видаватимуть позики. Тобто уряд замінив собою банки та всіх приватних власників капіталу. Уряд видавав позики фермерам та власникам нерухомості на умовах іпотеки. Таким чином, пояснює Ґаррет, приватні борги перетворились на державні борги. Автор звертає увагу, що джерелом коштів, які уряд позичав приватним особам, частково були «уявні гроші», що походили з інфляції, а також конфісковані гроші. 
Підтримка Конгресом США президентського наказу з передання золота з приватних рук в державні, а також девальвація долара за рішенням уряду, на думку Ґаррета, завершили завдання по захопленню економічної влади. 
Відповідно до Ґаррета, третім кроком по запровадженню Нового курсу стала акумуляція ненависті за допомогою пропаганди. Ґаррет пояснював, що відповідно до революційних вчень, необхідно направляти ненависть на ворожий об’єкт. Для Нового курсу, стверджує Ґаррет, ворожим об’єктом був капіталізм. Однак, прямо атакувати капіталізм було нерозумно, оскільки, американці, хоч й критикували капіталізм, не ненавиділи його, оскільки капіталізм був глибоко вкорінений в американську систему цінностей. З цієї причини, пропаганда Нового курсу атакувала не капіталізм, як такий, а різних діячів капіталізму, наприклад, – банкірів, або критикувала «старий порядок». Капіталістів зображували як осіб, які ставлять права власності вище за права людини. Мотивація отримання прибутку засуджувалась: наголошувалось, що суспільні цінності важливіші ніж матеріальні, та, коли говорилось про прибутки, увага зосереджувалась на великих прибутках. Великі прибутки стали символом суспільної шкоди тільки тому, що вони великі. Більше того, стверджувалось, що уряд завжди сприймав великі прибутки як суспільну шкоду, і саме тому вони карались.
Ґаррет відкидає ці пропагандистські, на його погляд, твердження, вказуючи на те, що капіталізм – це система прибутків та збитків. І якщо прибутки, навіть великі прибутки, сприймаються як щось суспільно неправильне, то тоді вже не має про що говорити. Ґаррет атакує аргумент суспільної шкоди великих прибутків: по-перше, не існує міри великого прибутку, по-друге, є багато різних видів великих прибутків, і просто казати, що великі прибутки «звісно отримують за рахунок сусідів», за словами Ґаррета, це або абсурд, або пропаганда. І по-третє, зазначає Ґаррет, що ідея прогресивного оподаткування, коли багатші сплачують більше податків, базувалась не на тому, що багаті розбагатіли за чиїсь рахунок, і не на тому, що багаті були винні, бо вони багаті, а ідея полягала в тому, щоб стягувати податки відповідно до здатності платити, а багаті можуть собі дозволити платити більше.
Далі Ґаррет пояснює, як Новий курс вирішив проблему узгодження між фермерами та промисловими працівниками. Простими словами, головною проблемою американського фермера було те, що все, що він продавав – коштувало дешево, а все, що купував – коштувало дорого. Такий стан речей існував, зазначає Ґаррет, тому що був світовий занепад агропромисловості, в умовах вільної конкуренції у світі були низькі ціни на агропродукцію та була відносна стабільність промислових цін в умовах захисту від світової конкуренції. Новий курс розподіляв національний дохід відповідно до його уявлень про соціальну та економічну справедливість. Перед Новим курсом, пояснює Ґаррет, стояла дилема: якщо розподілити національний дохід на користь фермера, він втратить підтримку серед промислових працівників, а,  якщо, користуючись економічною владою, підвищити ціни, економічна несправедливість, на яку скаржаться фермери, не буде усунена. Ґаррет пише, що цю дилему вирішили за допомогою субсидій:  якщо ціни на агропродукцію були не достатніми, щоб забезпечити фермеру ту частку національного доходу, яку він отримував до світового занепаду в сільському господарстві, різниця мала бути компенсована йому у вигляді грошових субсидій з державного бюджету. Фермер зі свого боку зобов'язався зменшити виробництво під керівництвом уряду. Уряд визначатиме скільки й чого фермеру потрібно сіяти. Якщо фермер не виконував висунутих урядом умов, йому перекривали доступ до субсидій. Ґаррет пише, що така система призвела до широких можливостей примусу в сільському господарстві.
З іншого боку, якщо Новий курс запропонував субсидії фермерам, те саме, мало б робитись і для промислових працівників. Проблема була в тому, будь-який подібний крок в сфері промисловості призводив до того, що підвищувалась ціна на те, що купував фермер. Тоді уряд вирішив цю проблему виданням низки законів, які надавали організованій робочій силі перевагу в переговорах із роботодавцем. Він пояснює: ці закони фактично надавали організованій робочій силі монополію на постачання робочої сили, фактично зробили обов’язковим профспілковий рух та фактично дозволили профспілкам практикувати залякування та примус. Головною ідеєю було те, що така влада, разом із законом про мінімальну зарплату та мінімальні робочі часи, дозволяла організованій робочій силі збільшити свою частку в національному доході так, щоб така частка дорівнювала або навіть перевищувала частку фермера. Також він пише, що уряд фактично надав промисловим працівникам субсидії у вигляді виплат на випадок безробіття: це дозволило, відповідно до Ґаррета, тримати від 8 до 10 мільйонів людей поза ринком праці, в той час як, їхня участь в цьому ринку мала б розбити структуру заробітків, що склалася.
Ґаррет підсумовує, що така політика уряду зробила як фермерів, так і промислових працівників, залежними від уряду, а відтак – невільними. 
Надалі автор пояснює, як Новий курс намагався зробити бізнес менш могутнім та більш сервільним державі: шляхом створення Національної адміністрації з відновлення, завданням якої було «захистити бізнес від бізнесу», тобто викорінити шалену конкуренцію. Далі, Ґаррет пише, що завдяки Новому курсу держава отримала значну владу над окремим індивідом, який в обмін на певні свободи, отримав те, що Новий курс подавав як безпеку, включаючи соціальну безпеку. Він пише: «Коли люди підтримують уряд, вони контролюють уряд, але коли уряд підтримує людей, він буде контролювати їх.» Він пише, що фермери стали залежними від федерального уряду через субсидії, доступ до кредитування та захист від конкуренції. Профспілки стали залежними від федерального уряду, отримавши монополію на постачання робочої сили, сильну позицію на переговорах, яку їм надає законодавство. Працівники, включаючи тих, хто не є членом профспілок, стали залежними від федерального уряду, оскільки покладаються на закони, прийняті цим урядом, а не на свободу договору між роботодавцем і працівником. Ті, хто тримали депозит у банках, стали залежними від уряду, а в обмін отримали захист банківських рахунків. Інвестори стали залежними від уряду в обмін на захист від продавців спокусливих цінних паперів. Сільське населення стало залежним в обмін на електрифікацію. Ґаррет підсумовує: «У державі загального добробуту, уряд бере на себе зобов’язання забезпечити особу житлом, одягом та харчуванням відповідно до статистичних соціальних стандартів і забезпечити їй належне працевлаштування та розваги. За цю безпеку особа приймає статус та номер, а в обмін на повну свободу вона віддає своє життя під управління уряду, який за все відповідає.»
Ґаррет стверджує, шо Новий курс фактично зменшив владу, що становила конкуренцію виконавчій владі, а саме: владу Конгресу США, Верховного суду США, штатів та місцевих адміністрацій. Він зазначає, що закони, які встановлювали та запроваджували Новий курс, були розроблені не Конгресом: вони були отримані від Білого дому, а вже в Конгресі проходили через законодавчу процедуру. Конгрес віддав президенту США владу, яка до цього перебувала виключно в руках Конгресу, - контроль за державною скарбницею. Також Конгрес надав президенту США значні законодавчі повноваження: кожному новому виконавчому органу дозволялось встановлювати свої правила. І тільки коли почався гармидер із адміністративними правилами, які встановлювали ці органи, було введено правило реєстрації цих правил в офіційному публічному реєстрі.  
Далі автор описує спроби зробити Верховний суд більш поступливим. Непоступливість Верховного суду виявилась у тому, що він фактично «вбив» Національну адміністрацію з відновлення, а саме постановив неконституційність деяких правил, виданих цією організацією. Тоді, пише Ґаррет, проти Верховного суду розгорнулась пропагандистська кампанія і мітингувальники біля суду викрикували «Дев’ять старих чоловіків!» Однак пізніше Рузвельт заповнив вакантні місця (що звільнялись або у зв’язку із смертю, або із виходом на пенсію суддів) у Верховному суді суддями, що підтримували Новий курс. Крім того, автор пояснює, як зменшилася влада штатів: через федеральне законодавство в законодавство штатів було запроваджено законодавство про соціальне забезпечення, штати стали отримувати гранти с федерального бюджету в обмін на те, що вони будуть дотримуватись федеральної політики, та через широке тлумачення того, що становить торгівлю між штатами, а відтак підпадає під регулювання федерального уряду. Щодо місцевих адміністрацій, із посиланням на промову колишнього губернатора Канзасу, Ґаррет пише, що майже будь-яка проблема на місцевому рівні так чи інакше стосується правил, прийнятих на федеральному рівні. 
Крім того Ґаррет вказує на те, що політика Нового курсу передбачала постійні та необмежені витрати з державного бюджету, а відтак – постійне збільшення державного боргу. З точку зору революційного вчення, зазначає Ґаррет, великий державний борг не є проблемою. Навпаки, його наявність створює можливості для прогресивного перерозподілу багатства, а коли вже не залишається багатства, перерозподіляється національний дохід, шляхом здешевлення грошей та інфляції, і, таким чином, економічно вбивається середній клас.  
Врешті, Ґаррет зазначає, що федеральний уряд сам став капіталістом та підприємством, прибравши до рук владу щодо формування капіталу шляхом оподаткування зарплат, прибутків підприємств, створенням державних фінансових корпорацій, встановлення власності над резервами золота. За його словами, в США система приватного капіталізму перейшла до капіталістичного урядування.  

### Антивоєнна позиція
Свою опозицію до участі США у Другій світовій війні Ґаррет висловлював на шпальтах SEP. Його головною ідеєю було те, що США має зосередитись на підвищенні власної обороноздатності, а не на активній участі в війні. 
У квітні 1939 року, коли Гітлер вже став висувати вимоги до Польщі, Ґаррет писав, що головним для США має бути власна оборона, яка, на його думку, складалась із двох головних елементів: високий рівень промислового розвитку та зосередження на власних справах. Вже після нападу Третього Рейху на Польщу, в листопаді 1939  Ґаррет знову пише, що США повинні зосередитись на власній обороні: збільшити  флоти як в Атлантичному, так і в Тихому океані, побудувати протиповітряну оборону, щоб бути здатними протистояти будь-якому агресору, або будь-якій комбінації агресорів. В березні 1940 року Ґаррет пише, що Європа та Америка – це різні світи, і в Америки – свій шлях. Він вказує, що результатом участі США в Першій світовій війні стало розповсюдження та запровадження ідей Старого світу в США, а саме: марксизму, ленінізму, сталінізму, нацизму, революційної діалектики, класової боротьби, молодіжних рухів, ідеї планової економіки, антикапіталізму, ненависті до мотивації отримувати прибуток, перерозподіл багатства серед класів, зневага до парламентаризму, управління через пропаганду, бюджетний дефіцит, маніпуляції з національною валютою з політичних та соціальних міркувань, скасування зобов’язань за державними облігаціями. Так Ґаррет ніби натякає, що в результаті участі в Першій світовій війні, США стали менш вільною країною. Ґаррет пропонує зосередитись не на участі в Другій світовій війні, а на закінченні війни та досягнення миру.
В червні 1940 року Ґаррет пише про неготовність США до війни з військової та промислової точки зору, та стверджує, що такий стан речей був відомий адміністрації Рузвельта. Він цитує Бернарда Баруха, який в Білому домі висловився наступним чином: «Стан американської оборони невідомий лише американцям. Кожній іноземній державі відомо, що ми робимо, та, точно, чого нам не вистачає.» При цьому автор погоджується, що, щоб бути готовими до війни, необхідно відкласти політику та зосередитись на військовій промисловості. В липні 1940 року Ґаррет повертається до тези, що США мають зосередитись на власній обороні. Він пише, що перша лінія оборони США – не у Франції, чи взагалі в Європі, а саме в Америці. Ґаррет закликає нарощувати оборонну силу, щоб відновити світовий баланс сил. За умови достатньої оборонної сили, вважає Ґаррет, у світі відновиться баланс сил, де основними конкуруючими силами будуть США та Німеччина. При цьому він визнає, що ціною буде більший обсяг роботи та тяжче життя, а також, пише, що можливо доведеться підвищити податки.13 липня 1940 року Ґаррет пише, що США фактично вступили у війну, оскільки вони продали Франції бомбардувальники Кертісс-Райт. Він зазначає, що президент Рузвельт зробив це покладаючись на надзвичайні повноваження, ігноруючи Конгрес. Ґаррет наголошує, що наслідки такого кроку ще залишаються невідомими, й також не схвалює цей крок, оскільки, це було зроблено за рахунок обороноздатності США.
В серпні 1940 року Ґаррет закликає значно підвищити виробництво, щоб забезпечити адекватний рівень оборони та утримати існуючий рівень життя. У вересні 1940 року Ґаррет, повторюючи свою тезу, що потрібно зосередитись на обороні США, а не на допомозі європейським державам, вказав на те, що не має неминучої загрози завоювання США. В жовтні 1940 року Ґаррет вже пише, що якщо вже й вступати у війну, це має бути зроблено у відповідності із внутрішнім законом, а також міжнародним правом.